# Akihito (poisson)
Pour les articles homonymes, voir Akihito (homonymie).
Genre
Akihito est un genre de poissons comprenant deux espèces de gobies, nommé d’après l’empereur japonais Akihito.

## Liste d'espèces
Selon FishBase :
- Akihito futuna Keith, Marquet & Watson, 2008
- Akihito vanuatu Watson, Keith & Marquet, 2007